# Nom (droit)
Pour les articles homonymes, voir Nom (homonymie).
Le nom constitue un des éléments de la personne physique ou morale, et le droit au nom fait donc partie des droits de la personnalité pour les personnes physiques. Ces droits varient selon les régimes juridiques.
Cette page liste les articles traitant du droit du nom des personnes physiques selon les pays.